# Dolina Madriu-Perafita-Claror
Dolina Madriu-Perafita-Claror je glečerska dolina na Pirenejima, u jugoistočnom dijelu Andore. Ona prekriva područje površine od 42,47 km², što čini 9 % ukupne površine Andore, te je drugi najveći slijev u državi. Ova izolirana i nerazvijena dolina je prepoznata kao vrijedno sklonište ugroženih živih vrsta i poznata je kao "duhovno srce" Andore. Zbog toga je 2004. godine upisana na UNESCO-ov popis mjesta svjetske baštine u Europi.

## Odlike
Dolinu rijeka Madriu, Perafita i Claror čini krajolik pašnjaka, stjenovitih brežuljaka i dubokih šumovitih dolina koje su okružene planinskim liticama s juga, istoka i zapada (kojima graniči sa Španjolskom), te strminom na sjeveru koja se spušta u dolinu rijeke Valira. Dolina je izolirana od ostatka Andore i može joj se pristupiti samo pješačkim stazama koje je povezuju s Roussillonom na istoku, Languedocom na sjeveru i Katalonijom na jugu. Put za središte Andore je popločan kamenim pločama.
U dnu doline nalaze se dva naselja, Entremesaigües i Ramio, koja su bila naseljena posljednjih 700 godina, sve do posljednjih 50 od kada su postala samo ljetovališta. Naselja su okružena terasastim poljima na kojima se uzgala raž i pšenica, pa čak i vinova loza, a danas uglavnom služe kao pašnjaci, dok su viša prekrivena šumom. Njihovih dvanaest kuća, izgrađeno je od lokalnog granita s krovom prekrivenim škriljevcem, te svaka ima veliku šupu za skladištenje žita ili sijena. 
Pašnjaci doline su korišteni od prije srednjeg vijeka za ljetnu ispašu ovaca, krava i konja, dok su njihovi pastiri provodili ta ljeta u malenim kamenim nastambama poput bunja (kažun). Na obalama rijeke Madriu su nekad bile i talionice željeza koje se vadilo u dolini, ali su napuštene 1790. godine.
Danas se obnavljaju mnoge pastirske nastambe, granični zidovi i pješačke staze, koji su vremenom propali, ali ne postoji plan izgradnje pristupne ceste jer se dolina želi sačuvati za uzgoj visoko kvalitetne stoke i ograničeni turizam.
- Obnovljeno pastirsko sklonište
- Obnovljeno pastirsko sklonište
- Obnovljeno pastirsko sklonište
- Obnovljeno pastirsko sklonište

## Vanjske poveznice
- Službena stranica doline Madriu-Perafita-Claror (engl.)

### Ostali projekti
|  | Zajednički poslužitelj ima još gradiva o temi Pirenejska skloništa u Andori |